# Benslimane
Benslimane (in arabo بن سليمان‎?, Ban Slīmān; in berbero: ⴰⵢⵜ ⵙⵍⵉⵎⴰⵏ) è una città del Marocco situata nell'omonima provincia, nella regione di Casablanca-Settat.

## Geografia fisica
Si trova a circa 50 km da Casablanca. La città è famosa per la caccia al cinghiale.